# Viktor Ullmann
Viktor Ullmann (1. ledna 1898 Těšín Rakousko-Uhersko – 17. října 1944 koncentrační tábor Osvětim nebo 18. října 1944) byl česko-rakouský hudební skladatel, klavírista a dirigent.

## Život

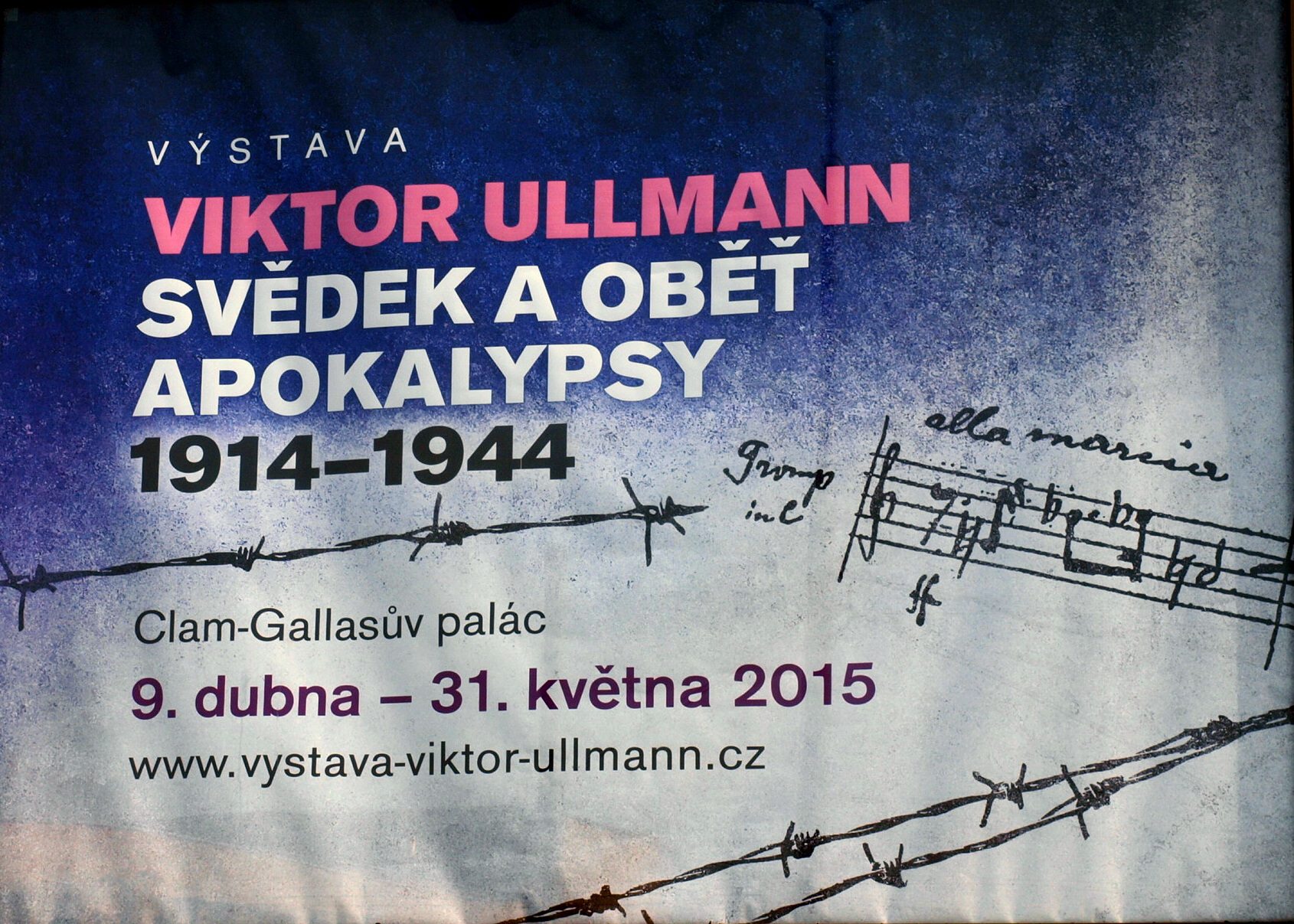
Plakát u příležitosti pražské výstavy věnované Viktoru Ullmannovi, 2015 Clam-Gallasův palác (Praha)

### Původ
Oba rodiče Viktora Ullmanna pocházeli ze židovských rodin, nicméně ke katolictví konvertovali již před Viktorovým narozením. Jeho otec, Maximilian Ullmann, tak mohl nastoupit profesní dráhu důstojníka z povolání. V první světové válce dosáhl hodnosti plukovníka a byl povýšen do šlechtického stavu.

### Mládí a studium
Viktor od roku 1909 navštěvoval gymnázium ve Vídni. Jeho hudební sklony a nadání mu brzy zajistily setkání s Arnoldem Schönbergem a jeho hudebním kroužkem. Bezprostředně po maturitě se dobrovolně přihlásil do armády. Po narukování se dostal na italskou frontu, kde se v roli dělostřeleckého pozorovatele zúčastnil bitvy v údolí řeky Soči. Později mu bylo umožněno nastoupit ke studiu práv na Vídeňské univerzitě, kde navštěvoval přednášky Wilhelma Jerusalema. Počátkem října 1918 byl přijat do Schönbergova skladatelského semináře. U samotného Schönberga studoval hudební formy, kontrapunkt a orchestraci. Ullmann byl vynikající klavírista, neměl však ambice stát se sólovým hráčem.

### Hudebník na volné noze
V letech 1918 až 1919 studoval hudbu ve Vídni. V květnu 1919 však obě studia přerušil, opustil Vídeň, a odstěhoval se do Prahy, kde se mohl plně věnovat kompozici. V roce 1920 se stal sbormistrem pražského Nového německého divadla. Jeho mentorem se zde stal tehdejší ředitel Alexander von Zemlinsky a později za jeho vedení se Ullmann stal také dirigentem (do roku 1927).
Již roku 1923 prací na „7 písních s klavírem“ (7 Lieder mit Klavier) zahájil sérii úspěšných premiér svých skladeb, které se hrály až do počátku 30. let 20. století („Sedm serenád“).
Roku 1928 se stal šéfem opery divadla v Ústí nad Labem, o rok později pak odešel do Švýcarska, kde působil jako dirigent v curyšském Schauspielhausu (1929-31), pro který rovněž skládal scénickou hudbu. Na ženevských Slavnostech hudby Mezinárodní společnosti pro soudobou hudbu (IGNM/ISCM), v roce 1929, vzbudil jeho klavírní cyklus „Schönbergovských variací“ značný zájem. Za orchestrální úpravu tohoto díla získal o pět let později cenu Emila Hertzky, pojmenovanou po někdejším řediteli vydavatelství Universal Edition.
V té době se také zajímal o antroposofii, nový obor založený Rudolfem Steinerem, a v následujících dvou letech (1931-33) ve Stuttgartu provozoval antroposofické knihkupectví.
V roce 1933 se vrátil natrvalo do Prahy, kde působil jako hudební pedagog a novinář. Spolupracoval s hudební redakcí Československého rozhlasu a psal hudební kritiky do německých pražských novin Bohemia. Angažoval se v několika divadlech, věnoval se skladbě a v roce 1934 napsal operu Pád Antikristův (Der Sturz des Antichrist).
V letech 1935-37 byl žákem Aloise Háby, jehož čtvrttónovou techniku však uplatnil pouze v jedné menší skladbě (Sonáta pro klarinet op. 16, z roku 1937). Ve svých pracích z 20. let se ještě zřetelně orientoval na Schönbergovu volně atonální tvorbu (především v Komorní symfonii op. 9, na Georgovy písně op. 15 a na Pierrot Lunaire op. 21). Skladby vzniklé od poloviny 30. let se vyznačují samostatným vývojem, přes podněty Schönbergovy (2. smyčcový kvartet, 1. klavírní sonáta) a skrze vypořádání se s operou Vojcek Albana Berga (opera Der Sturz des Antichrist). Neotřelá harmonizace mezi tonalitou a atonalitou (Ullmann sám hovořil o „polytonalitě“), nadměrný hudební výraz a mistrovské zvládnutí formální hudební stavby patří k charakteristikám Ullmannova nového, nyní již nezaměnitelného osobního stylu.

### Terezínské ghetto, smrt vOsvětimi
Ještě před nástupem nacismu se neúspěšně snažil získat československé občanství a vystěhovalecký pas. Podařilo se mu alespoň zachránit dvě ze čtyř dětí zařazením do  transportu sira Wintona do Anglie. 8. září 1942 byl s třetí manželkou a zbylými dětmi deportován do Terezína, kde se zapojil do ilegálního uměleckého života. Nepřestávaje věřit v to lepší v lidech a přes hlad a velké problémy v běžném životě terezínského ghetta, se staral o bohatý hudební život a vytvořil zde také podstatnou část své tvorby. Napsal zde například operu Císař Atlantidy aneb Odepření smrti (Der Kaiser von Atlantis), ve které měl přidělený basový part pozdější přední sólista Národního divadla Karel Berman (opera však v terezínském ghettu za války nikdy nebyla provedena), který o díle po válce podal svědectví.
16. října 1944 byl Ullmann společně se skladateli Pavlem Haasem, Hansem Krásou a dalšími hudebníky v tzv. uměleckém transportu převezen do Osvětimi-Březinky a krátce po svém příjezdu zavražděn v plynové komoře.

### Nadace Viktora Ullmanna[3]
V roce 2002 založila britská klavíristka Jacqueline Cole nadaci nesoucí jméno Viktora Ulmana (The Viktor Ullmann Foundation UK). Cílem nadace je uctění památky Viktora Ullmanna, jeho přátel a dalších hudebníků z Terezínského koncentračního tábora a jejich díla, prostřednictvím koncertů, festivalů, kabaretů, přednášek, filmů a výchovných pořadů o holocaustu. Mezi patrony této nadace jsou jména předních světových umělců (např. Pierre Boulez, George Benjamin, Alfred Brendel či Daniel Barenboim).

## Dílo

### Hudební tvorba
Jeho tvorba je považována za vrchol pražské hudby v první polovině 20. století. Velká část jeho tvorby byla dlouhou dobu považována za ztracenou a teprve po roce 1989 došlo k nálezu části jeho skladeb. Některá z nalezených děl nebyla dosud zpracována. Část skladeb měla svoji premiéru po více než padesáti letech, přesto jsou považovány za velmi úspěšné.

### Opery
- Pád Antikrista (Der Sturz des Antichrist), 1935, premiéra 1995, opera

- Rozbitý džbán (Der zerbrochene Krug), 1942, premiéra 1996, opera
- Císař Atlantidy aneb Odepření smrti (Der Kaiser von Atlantis oder Die Tod-Verweigerung), opera

### Další skladby
- Variationen und Doppelfuge über ein Thema von A. Schönberg, 7 klavírních sonát
- Klavierkonzert, odhadovaný vznik tohoto díla je rok 1939
- Slawische Rhapsodie, 1940
- Streichquartet, 1943
- Píseň o lásce a smrti korneta Kryštofa Rilka (melodram), 1944

### Literární tvorba
- Der fremde Passagier, psáno pravděpodobně v letech 1935 – 1938 vydáno až v roce 1992
- 26 Kritiken, kritiky hudební tvorby v koncentračním táboře Terezín, vydáno až roku 1993

### Diskografie
- Terezín: Hudba 1941-44
- "Schwer ist´s, das Schöne zu lassen" / "Těžké je opustit krásu"- kompletní písňová tvorba pro soprán a klavír Viktora Ullmanna (Irena Troupová - soprán, Jan Dušek - klavír), Praha: ArcoDiva, 2015.
- Terezín / Theresienstadt, Anne Sofie von Otter a další umělci, Deutsche Grammophon, 2007